# Калашников, Алексей Георгиевич
Алексе́й Гео́ргиевич Кала́шников (28 февраля 1893 года, Москва — 1 января 1962 года, там же) — советский учёный, доктор физико-математических наук. Министр просвещения РСФСР.

## Биография
Получил образование в МГУ, окончив физико-математический факультет в 1917 году. После чего с 1917 года по 1919 год преподавал в гимназии, учительской семинарии в Москве.
С 1919 года — в Народном комиссариате просвещения РСФСР.
С 1921 года по 1923 год — заведующий Московским отделом профессионального образования.
С 1923 года — заведующий Сектором педагогического образования Главного управления профессионального образования и заведующий Редакционным сектором Государственного издательства.
С 1926 года — профессор и заместитель директор Научно-исследовательского института научной педагогики.
С 1929 года по 1930 год критиковался за «правый уклон в педагогике».
С 1931 года по 1938 год — в Научно-исследовательском институте политехнического труда — образования — средней школы.
С 1938 года по 1941 год — в Институте геофизики Академии наук СССР.
С 1941 года по 1945 год — в Институте теоретической физики Академии наук СССР.
С 1942 года — член ВКП(б).
С 1945 года по апрель 1946 года — заместитель народного комиссара — министра просвещения РСФСР.
В 1946 году стал доктором физико-математических наук.
С 19с апрелч 1946 года после смерти министра В. П. Потемкина Калашников становится министром просвещения РСФСР, а также занимает его место в Верховном Совете СССР (от Калининского избирательного округа). При работе на этом посту они придерживался цели: Для улучшения результатов работы школы, необходимо повышать эффективность высшего педобразования. В июле при его работе образовано Всероссийское совещание заведующих кафедрами педагогики, психологии и методики. 
Снят с должности министра 24 января 1948 года после обвинения со стороны КПК в непартийном поведении и политической близорукости, вызванного лояльным отношением к Зинаиде Наумовне Гинзбург, коллеге, которая была арестована как член семьи врага народа.
С 1947 года — действительный член Академии педагогических наук РСФСР.
С 1949 года — в группе прогноза анализа землетрясений Института геофизики Академии наук СССР.
С 1953 года — в Институте методов обучения Академии педагогических наук СССР. Здесь он трудился на представлением в жизнь индустриально-трудовой школы. Решал проблемы формы подготовки педагогических кадров и политехнической школы.
С 1957 года по 1 января 1962 года — редактор журнала «Политехническое обучение».
Алексей Георгиевич Калашников умер первого января 1962 года в Москве. Похоронен на новом Донском кладбище.

## Награды
- Орден Трудового Красного Знамени (27 марта 1954)[3]
- Орден Трудового Красного Знамени (6 марта 1945) — за образцовое выполнение заданий командования
- медали